# Yeux du Bouddha

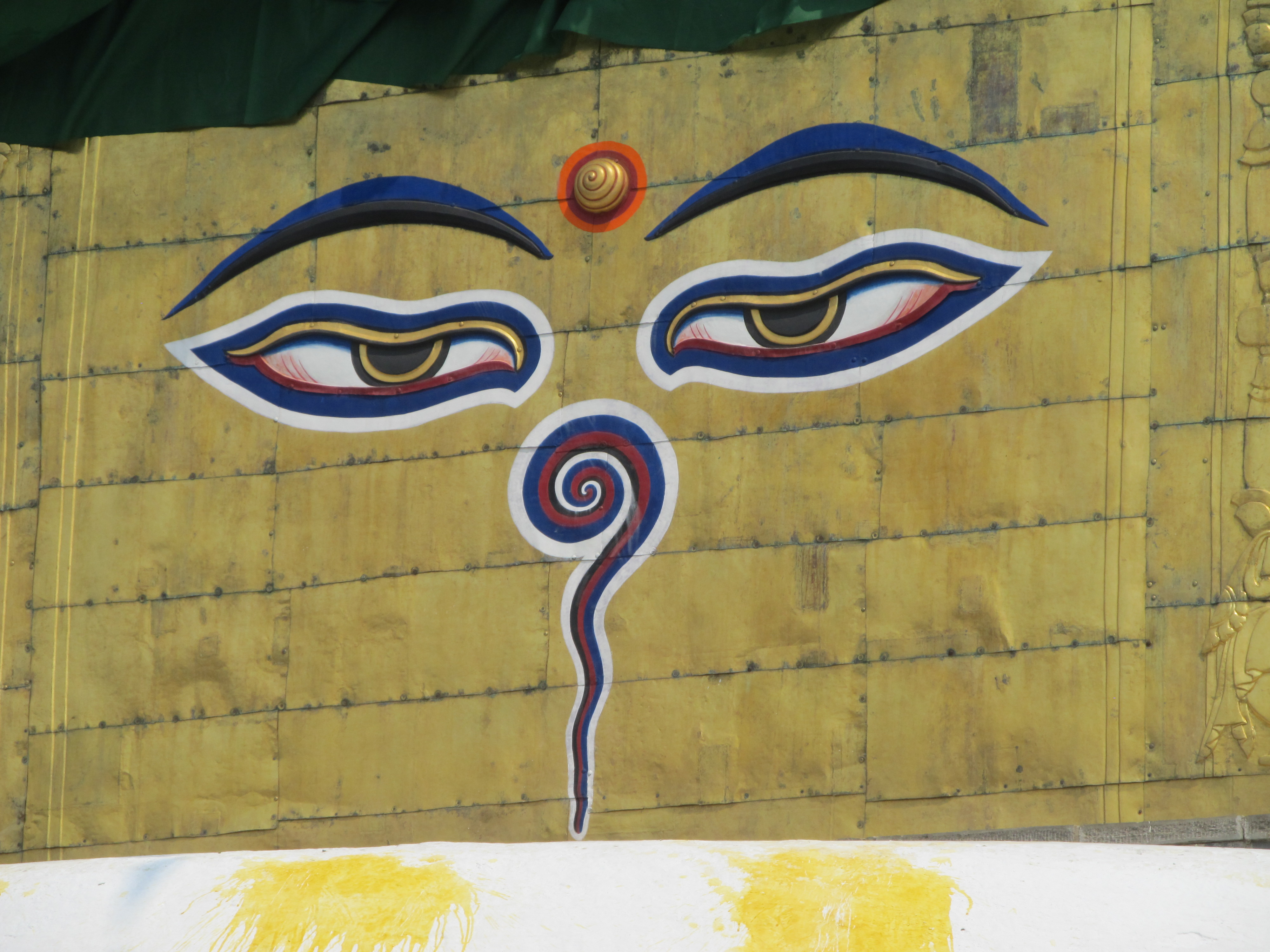
Les yeux de Bouddha sur un stūpa à Swayambhunath à Katmandou, Népal

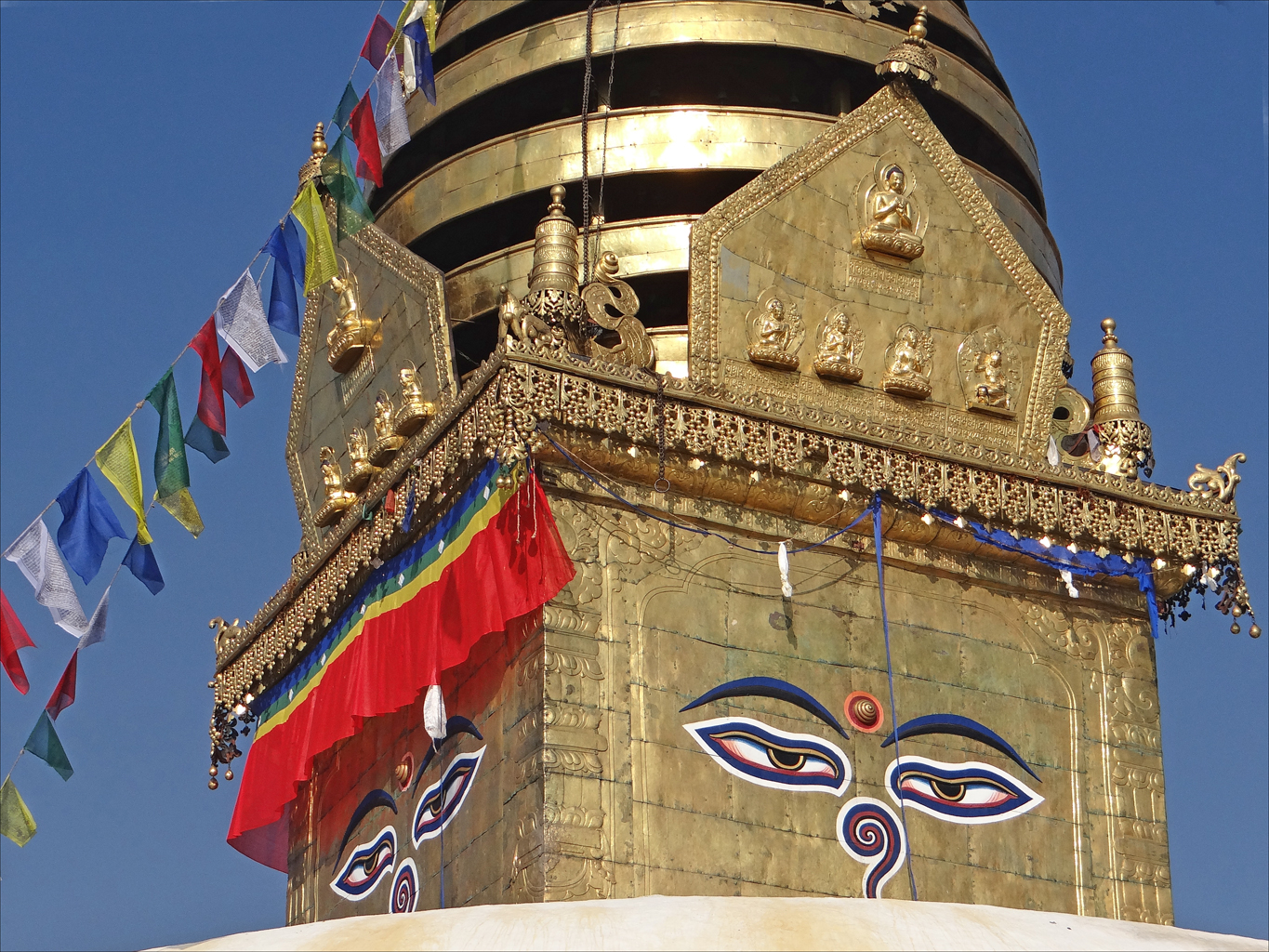
Les yeux de Bouddha sur le stūpa de Swayambhunath

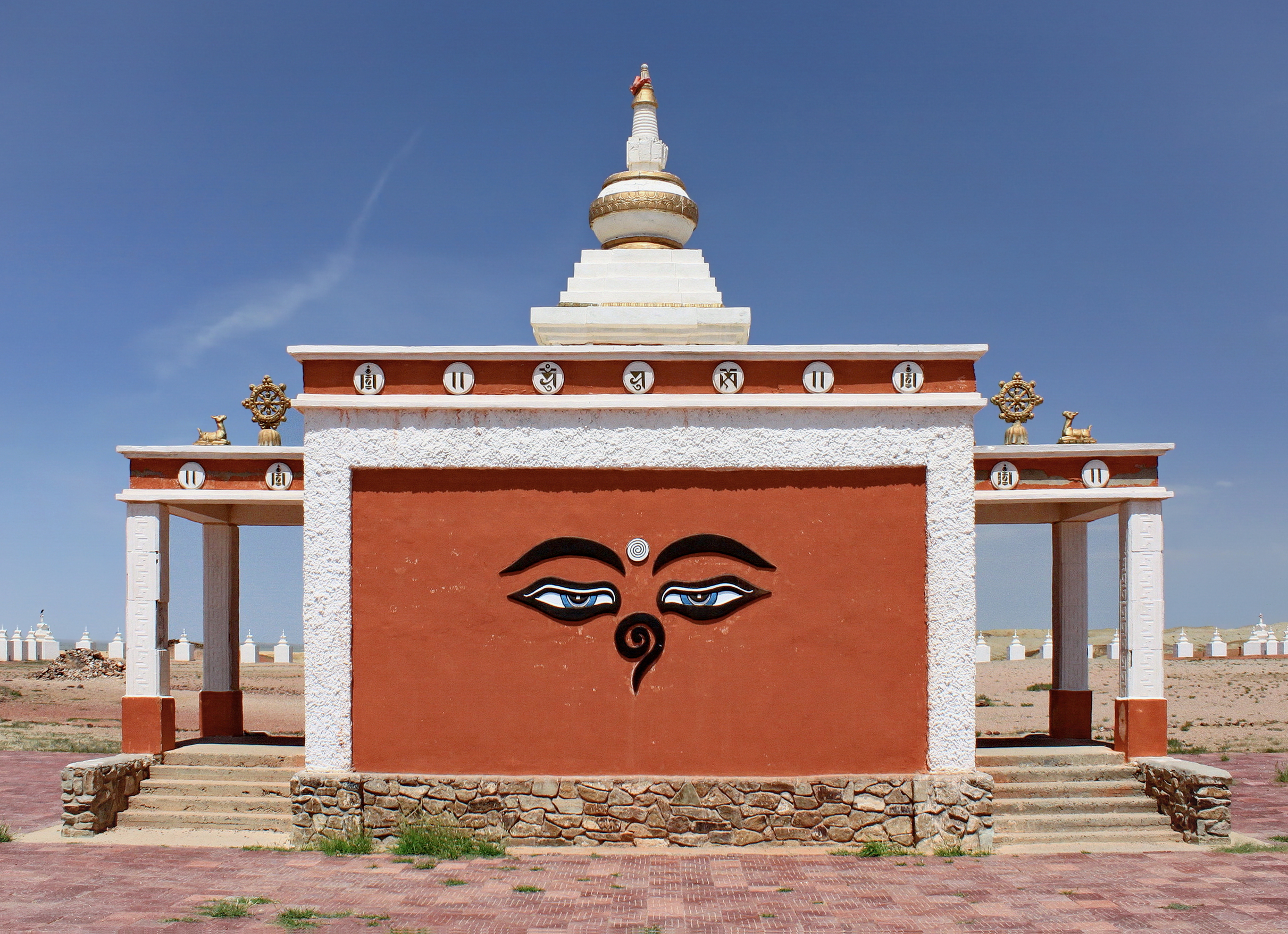
Yeux de Bouddha ornés sur un stupa du monastère de Khamar dans le désert de Gobi, dans la province de Dornogovi en Mongolie

Les Yeux de Bouddha (aussi appelés  yeux de la Sagesse) sont un symbole utilisé dans l'art bouddhique. Ce symbole représente deux yeux mi-clos, un style parfois appelé « vue adamantine » (en sanskrit : « Vajradrsti »). Entre et légèrement au-dessus des yeux se trouve un cercle ou une spirale qui représente l'urna, l'une des trente-deux caractéristiques d'un grand homme (en sanskrit : « Mahāpuruṣalakṣaṇa ») dans le bouddhisme. Directement sous l'urna se trouve un symbole bouclé stylisé en १, qui représente le nombre « 1 » en chiffres Devanagari (en),. Le symbole bouclé, qui représente soit un nez, soit un feu divin émanant de l'urne au-dessus, symbolise l'unité.
Le symbole des Yeux de Bouddha représente les yeux omniscients du Bouddha, ou parfois plus spécifiquement les yeux de l'Ādibuddha.

## Sur les stupas
Les yeux de Bouddha sont peints sur les parties supérieures de nombreux stupas de style tibétain, principalement dans tout le Népal,. Le symbole est peint sur les quatre côtés du cube au sommet du stupa pour symboliser la sagesse du Bouddha voyant toutes choses dans les quatre directions cardinales. Deux des exemples les plus connus sont les stupas historiques de Swayambhunath  et de de Boudhanath, qui constituent tous deux deux des sept monuments de la vallée de Katmandou, classés au patrimoine mondial de l'UNESCO, situés à Katmandou au Népal.

## Autres utilisations
Similaire à son utilisation sur les stupas, le symbole est peint sur la partie supérieure de nombreux caityas (en). Le symbole est également parfois inscrit sur les pierres mani (en) à côté du mantra sanskrit Om mani padme hum, comme une forme de prière dans le bouddhisme tibétain.
Les yeux de Bouddha sont peints sur le silo abritant le plus grand kaléidoscope du monde, celui de Kaatskill (en) à Mount Tremper, New York (en).